# Várszély Ármin Vendel
Várszély Ármin Vendel (Podolk, Árva vármegye, 1831. május 20. – Nagyvárad, 1890. október 1.) jászóvári prémontrei kanonok és főgimnáziumi tanár.

## Élete
Jászón lépett a rendbe 1852. október 17-én, 1855. szeptember 9-én tett szerzetesi fogadalmat, 1856. augusztus 6-án pappá szentelték. 
Gimnáziumi tanár volt 1856-tól Nagyváradon, hol a hittant és történelmet tanította; 1861-től Kassán; 1865-től ismét Nagyváradon, ahol 1879-ben a főgimnázium igazgatója lett és 1881-ben pedig a rendház főnöke.

## Munkája
- Ima- és énekkönyv a kath. ifjúság használatára. Nagy-Várad, 1869